# Coffeeville (Alabama)
Coffeeville – miasto w Stanach Zjednoczonych, w stanie Alabama, w hrabstwie Clarke. W roku 2023 miasto zamieszkiwało 250 osób, a gęstość zaludnienia wynosiła 21,4 osoby/km².